# Daishi Kato
Daishi Kato (加藤 大志 Kato Daishi?), född 26 juli 1983 i Saitama prefektur, är en japansk före detta fotbollsspelare.
Kato började sin karriär 2002 i Shonan Bellmare. 200 flyttade han till Kyoto Purple Sanga (Kyoto Sanga FC). Efter Kyoto Sanga FC spelade han för Yokohama FC. Han avslutade karriären 2009.